# Тихая (река, впадает в Ладожское озеро)
Ти́хая или Пя́рну (до переименования — фин.  Pärnäjoki) — река на Карельском перешейке, в Приозерском районе Ленинградской области, северный рукав Вуоксы, относится к бассейну Ладожского озера. Исток — озеро Сенное (часть озера Вуокса), устье — Ладожское озеро.

## Описание
Река берёт начало в восточной части озера Сенного, в заросшем камышом заливе. Русло узкое, извилистое и каменистое, после пересечение с Сортавальским шоссе (А129) расширяется, течение замедляется. Впадает в Ладожское озеро двумя протоками, правая из которых более глубоководна.
На реке имеется порог 2 категории сложности (для катамаранов — 1 категории сложности). На реке находится населённый пункт Бригадное.
Длина — около 6 км.

## Исторические сведения
До прорыва вод Вуоксы в Ладожское озеро через Суходольское озеро в 1818 году была гораздо более полноводна, так как вместе с рекой Вуокса обеспечивала сток в Ладогу всей озёрной системы и представляла собой важный оборонительный рубеж на подступах к Приозерской крепости.
На берегах реки сохранились остатки крепостных сооружений, построенных в 1740-х гг. по плану Петра I. Четырёхугольный редут на правом берегу реки был модернизирован весной 1791 года А. В. Суворовым, поэтому он также известен под названием Суворовского. Пярнский редут представлял собой небольшое четырёхугольное в плане укрепление, с почти равными сторонами общей протяжённостью до 40 м. Высота крепостного вала достигает 3,5 м, толщина — 1,5 м. Редут был вооружён несколькими пушками и оборонялся двумя-тремя взводами солдат.
На противоположном берегу Пярну располагались ещё четыре больших редута. После русско-шведской войны 1808—1809 пярнские редуты утратили своё боевое значение в связи с отдалением границы.
Современный вид приобрела после образования Лосевской протоки (1857) и ещё большего обмеления. С середины XX века река привлекает туристов-водников как живописный водный маршрут.

## Топографические карты
- Лист карты P-36-XXV,XXVI Приозерск. Масштаб: 1 : 200 000. Состояние местности на 1981-1986 год. Издание 1991 г.